# Sergio Mantovani
Sergio Mantovani (Milánó, 1929. május 22. – Milánó, 2001. február 23.) olasz autóversenyző.

## Pályafutása
Pályafutása alatt a Formula–1-es világbajnokság nyolc versenyén vett részt. Két alkalommal végzett pontot érő helyen; 1954-ben a német és a svájci nagydíjon lett ötödik. Rajthoz állt több, a világbajnokságon kívül rendezett Formula–1-es futamon is.
1955-ben egy baleset miatt térdtől lefelé amputálni kellett az egyik lábát.

## Eredményei

### Teljes Formula–1-es eredménysorozata
(Táblázat értelmezése)

(Félkövér: pole-pozícióból indult; dőlt: leggyorsabb kört futott) 

| Év   | Csapat                    | Modell         | Motor               | 1       | 2   | 3     | 4      | 5   | 6     | 7     | 8     | 9       | Helyezés | Pont |
| ---- | ------------------------- | -------------- | ------------------- | ------- | --- | ----- | ------ | --- | ----- | ----- | ----- | ------- | -------- | ---- |
| 1953 | Officine Alfieri Maserati | Maserati A6GCM | Maserati Straight-6 | ARG     | 500 | NED   | BEL    | FRA | GBR   | GER   | SUI   | ITA 7 * | -        | 0    |
| 1954 | Officine Alfieri Maserati | Maserati 250F  | Maserati Straight-6 | ARG     | 500 | BEL 7 | FRA Ni | GBR | GER 5 | SUI 5 | ITA 9 | ESP Ki  | 16.      | 4    |
| 1955 | Officine Alfieri Maserati | Maserati 250F  | Maserati Straight-6 | ARG 7 † | MON | 500   | BEL    | NED | GBR   | ITA   |       |         | -        | 0    |

* A távot megosztva teljesítette Luigi Mussóval
† A távot megosztva teljesítette Luigi Mussoval és Harry Schellel, Musso versenyautójában. Ezentúl Mantovani megosztotta autóját Mussoval és Jean Behrával.

## Külső hivatkozások
- Profilja a grandprix.com honlapon (angolul)
- Profilja a statsf1.com honlapon (angolul)